# Germanismus
Germanismus je jazykový prvek přejatý do jiného jazyka z němčiny nebo vytvořený podle německého vzoru. Nejde tedy jen o slova německého původu, ale i jejich doslovné překlady (kalky) a větné konstrukce.

## Germanismy v češtině
Vzhledem ke geografické, kulturní i politické blízkosti s německy mluvícími zeměmi a bohatým stykům v minulosti i současnosti najdeme v češtině velké množství prvků přijatých z němčiny. Vliv němčiny byl do češtiny patrný především z německých dialektů sousedních příhraničních oblastí (Bavorsko, Sasko, Rakousko, Pruské Slezsko) procházející skrze v českém pohraničí převládající německé obyvatelstvo. K počešťování německých výrazů také přispěla skutečnost, že v průběhu pozdějšího 19. století se mnoho řemeslníků zaučovalo v německy mluvících zemích. Z této doby proto pochází mnoho takovýchto výrazů, zejména z oblasti manuální práce. Z těchto dialektů pocházejí například slova hajzl (Häusl) nebo šlus (Schluss, Kurzschluss).
Počešťování německých slov bylo svého času docela běžné, a již Jan Hus (1412) se proti tomuto vlivu pokoušel bojovat, ovšem bezúspěšně. Tehdejší čeština obsahovala slova, jako např. hantuch (ručník), šorc (zástěra – Schürze), hausknecht (podomek), či forman (vozka – Fuhrmann). V počátcích období národního obrození byly germanismy v češtině vnímány jako nežádoucí, u mnohých buditelů je patrná snaha očistit češtinu od germanismů skutečných i domnělých a nahradit je výrazy českými, často velmi neuměle vytvořenými (tzv. brusiči jazyka, např. Václav Jan Rosa). Za nevhodný germanismus bylo například považováno spojení „Co je to za…?“ (německy „Was für ein…?“) nebo „nápad“ (kalk z německého „der Einfall“).

## Germanismy v současné češtině
Současná čeština je stále protkána germanismy. Nicméně se vyskytují především v obecné jazykové rovině (mluvený projev). Nejčastějšími germanismy používanými v češtině jsou například: fara, hřbitov, máry, halda, fůra, forman, klempíř, pudl, pumpa, kramle, brýle, knoflík, flétna, punčochy, krám, muset, verbovat, (pře)klemovat, vyrajbovat, luft(ovat) či frajer.